# Elkerzee
Elkerzee es una localidad del municipio de Schouwen-Duiveland, en la provincia de Zelanda (Países Bajos). Está situada a 1 km de Scharendijke.
Hasta 1961 constituyó un municipio propio; entonces éste fue absorbido por el de Middenschouwen.